# Busseola rufidorsata
Busseola rufidorsata är en fjärilsart som beskrevs av George Francis Hampson 1914. Busseola rufidorsata ingår i släktet Busseola och familjen nattflyn. Inga underarter finns listade i Catalogue of Life.